# Hedydipna
Hedydipna – rodzaj ptaków z rodziny nektarników (Nectariniidae).

## Występowanie
Rodzaj obejmuje gatunki występujące w Afryce i na Półwyspie Arabskim.

## Morfologia
Długość ciała 8–17 cm (w tym wydłużony ogon samca), masa ciała samców 5,3–11 g, samic 5,4–9,7 g.

## Systematyka

### Etymologia
Nazwa rodzajowa pochodzi od greckiego słowa ἡδυδειπνος hēdudeipnos – „pijący delicje, jedzący słodkie” (ἡδυς hēdus – „słodki” oraz δειπνεω deipneō – „jeść obiad”).

### Gatunek typowy
Cinnyris platurus Vieillot

### Podział systematyczny
Do rodzaju należą następujące gatunki:
- Hedydipna collaris (Vieillot, 1819) – nektarzyk obrożny
- Hedydipna platura (Vieillot, 1819) – nektarzyk nitkosterny
- Hedydipna metallica (M.H.C. Lichtenstein, 1823) – nektarzyk długosterny
- Hedydipna pallidigaster (W.L. Sclater & Moreau, 1935) – nektarzyk białobrzuchy